# Stanley Lupino
Stanley Lupino (15 de junio de 1893 - 10 de junio de 1942) fue un actor y guionista cinematográfico británico, además de bailarín, cantante y escritor de cuentos.

## Biografía
Nacido en Southwark, Londres (Inglaterra), Lupino empezó su carrera como acróbata y debutó en el teatro en 1913. Fue conocido en sus inicios como artista de music hall, interpretando pantomimas en el Teatro Drury Lane.  En los años de entreguerras, Lupino escribió e interpretó varios espectáculos, incluyendo Phi-Phi (1922) y From Dover Street to Dixie (1923) en el London Pavilion, así como otros varios en el Teatro Gaiety de Londres, entre ellos Love Lies (1929), Hold my Hand (1932), y Sporting Love (1934), el cual se representó en 302 ocasiones. También escribió e interpretó So this is Love (1929) en Drury Lane. Así mismo actuó a menudo en la emisora radiofónica BBC. Más adelante se dedicó a escribir guiones y a actuar en el cine, aunque no abandonó el teatro, trabajando en títulos tales como Lady Behave (1941).
Lupino publicó From the stocks to the stars: an unconventional autobiography en 1934. 
Lupino fue miembro de una célebre familia de actores teatrales. Su padre y su hermano eran los actores George y Barry Lupino. Además, fue el padre de la actriz y directora cinematográfica Ida Lupino y de Rita. Estuvo casado con la actriz Connie Emerald. 
Stanley Lupino falleció en Wandsworth, Londres, en 1942. Está enterrado en el Cementerio Lambeth, en Londres.

## Filmografía

### Actor
- Love Lies (1931)
- The Love Race (1931)
- You Made Me Love You (1933)
- Sleepless Nights (1933)
- King of the Ritz (1933)
- Facing the Music (1933)
- Happy (1933)
- Honeymoon for Three (1935)
- Cheer Up (1936)
- Sporting Life (1936)
- Sporting Love (1937)
- Over She Goes (1937)
- Hold My Hand (1938)
- Over She Goes (1938)
- Lucky to Me (1939)

### Guionista
- Love Lies (1931)
- You Made Me Love You (1933)
- Facing the Music (1933)
- Happy (1933)
- Honeymoon for Three (1935)
- Sporting Love (1937)
- Hold My Hand (1938)
- Over She Goes (1938)
- Lucky to Me (1939)
- Tappa inte sugen (1947)

### Productor
- Love Lies (1931)
- The Love Race (1931)
- Honeymoon for Three (1935)
- Cheer Up (1936)